# Lucian Vasilache
Lucian Vasilache   (Podu Turcului, 4 de desembre de 1954) és un jugador d'handbol romanès, ja retirat, que va competir durant les dècades de 1960 i 1970.
El 1980 va prendre part en els Jocs Olímpics d'Estiu de Moscou, on va guanyar la medalla de bronze en la competició d'handbol. Hi va jugar cinc partits, en els quals marcà cinc gols.